# Silent Night - Il silenzio della vendetta
Silent Night - Il silenzio della vendetta (Silent Night) è un film del 2023 diretto da John Woo, che non presenta dialoghi.
È il settimo film di produzione statunitense del regista orientale, preceduto da Paycheck uscito nel 2003.

## Trama
Un uomo, rimasto ferito alla gola, dopo una sparatoria nella quale ha perso il proprio figlio, decide di cercare e uccidere i responsabili.

## Produzione
Nell'ottobre 2021, Silent Night è stato annunciato per la prima volta come film d'azione senza dialoghi parlati, con John Woo come regista e Joel Kinnaman come protagonista. Nel marzo 2022, un assistente agli effetti speciali è rimasto ferito durante la pre-produzione durante uno stunt a Città del Messico. Il membro dell'equipaggio è stato investito da un'auto, rompendosi il femore e lussandosi la spalla.
Le riprese principali sono iniziate nell'aprile 2022 a Città del Messico.
Marco Beltrami ha composto la colonna sonora del film.

## Distribuzione
Il film è uscito nelle sale americane il 1 dicembre, mentre in Italia il 30 novembre.

## Accoglienza

### Incassi
Il film ha incassato 11 milioni di dollari, di cui 8 sul mercato domestico nordamericano.